# 삼성로 (서울)
삼성로(三成路, Samseong-ro)는 서울특별시 강남구 청담동 청담사거리에서 개포2동 까지를 잇는 도로이다. 청담사거리에서 압구정로와 직결된다.

## 경유지
- 청담사거리 - 청담역 - 봉은역 - 포스코 - 대치사거리 - 은마아파트 - 대치역 - 영동5교 - 개포동역 - 경기여자고등학교 - 개포주공아파트